# Aprendiz - O Retorno
Aprendiz - O Retorno foi a nona temporada do reality show O Aprendiz, produzida e exibida no Brasil pela Rede Record, com estreia em 1 de outubro de 2013. Após duas edições apresentadas por João Dória Júnior e um ano de hiato, a atração voltou a ser comandada pelo empresário Roberto Justus, que desta vez trouxe participantes demitidos em edições anteriores disputando por uma "segunda chance". Para auxiliá-lo na avaliação dos participantes, Justus contou com o apoio dos conselheiros Walter Longo e Renato Santos. Longo, presidente da Grey Brasil e mentor de estratégia e inovação do Grupo Newcomm, já assumiu a posição de conselheiro ao lado de Justus em quatro temporadas anteriores, e Renato Santos, consultor do SEBRAE, era comentarista das tarefas da edição anterior.
A competição chegou ao fim num episódio ao vivo transmitido em 10 de dezembro de 2013 com a vitória da gerente de projetos Renata Tolentino, que recebeu um prêmio de um milhão de reais e um emprego com salário mensal de vinte mil reais na Grey Brasil, uma agência do Grupo Newcomm. A finalista Melina Bahia Konstadinidis foi premiada com um carro ao conquistar o segundo lugar. Após o fim da temporada, a candidata Karina Ribeiro foi contratada por Justus para atuar como supervisora de atendimento na Young & Rubicam.

## Candidatos
Os 16 participantes desta edição foram escolhidos por Justus e pela equipe do programa. Além de excluir os vencedores e os candidatos que infringiram as regras quando competiram, a seleção se concentrou em um pool de profissionais com "chances de vitória". O programa retomou o formato de "guerra dos sexos" das primeiras edições, com uma equipe composta unicamente por mulheres (Sinergia) e outra apenas por homens (Flecha).
Além da recompensa coletiva oferecida à equipe vencedora de cada tarefa, esta temporada apresentou recompensas individuais, recebidas pelo participante destacado como o de melhor performance na tarefa pelo líder vencedor.
O histórico corporativo da edição culminou em um resultado favorável de 8–5 para a Sinergia sobre a Flecha. A vencedora Renata Tolentino e a finalista Melina Bahia Konstadinidis participaram da Sinergia durante todo o programa (um fato inédito em todas as edições) e concluíram o processo seletivo, respectivamente, com os recordes de liderança de 3–0 e 2–2. Com este resultado, Tolentino se torna a única vencedora da história de O Aprendiz com um recorde impecável como Líder.
| Candidato (a)                                         | Ocupação                                                       | Equipe original | Idade | Origem         | Resultado                            |
| ----------------------------------------------------- | -------------------------------------------------------------- | --------------- | ----- | -------------- | ------------------------------------ |
| Renata Tolentino Aprendiz Empreendedor                | Gerente de projetos                                            | Sinergia        | 27    | Belo Horizonte | Contratada (10–12–2013)              |
| Melina Bahia Konstadinidis O Aprendiz 2               | Empresária / Sócia de agência de comunicação                   | Sinergia        | 39    | São Paulo      | Finalista (10–12–2013)               |
| Rodrigo Solano Santos Aprendiz Universitário          | Palestrante                                                    | Flecha          | 23    | Recife         | Demitido no episódio 14 (04–12–2013) |
| Maytê de Carvalho Soares Aprendiz 6 - Universitário   | Coordenadora sênior de planejamento                            | Sinergia        | 23    | Guarulhos      | Demitida no episódio 13 (03–12–2013) |
| Carlos Guilherme Séder de Oliveira O Aprendiz 2       | Estrategista de mercado e desenvolvedor de novos negócios      | Flecha          | 35    | Vitória        | Demitido no episódio 12 (27–11–2013) |
| Jurandir "Jota" Silva de Carvalho Júnior O Aprendiz 2 | Especialista em marketing / Sócio de empresa de moda masculina | Flecha          | 35    | São Paulo      | Demitido no episódio 11 (26–11–2013) |
| Evandro Banzato O Aprendiz 2                          | Administrador                                                  | Flecha          | 41    | Santo André    | Demitido no episódio 10 (20–11–2013) |
| Karine Bidart O Aprendiz 3                            | Diretora de desenvolvimento de negócios                        | Sinergia        | 36    | Porto Alegre   | Demitida no episódio 9 (19–11–2013)  |
| Karina Ribeiro Aprendiz 6 - Universitário             | Analista de marketing sênior                                   | Sinergia        | 30    | Mairiporã      | Demitida no episódio 8 (13–11–2013)  |
| Mariana de Sousa Marinho Aprendiz 6 - Universitário   | Supervisora de gestão de fornecedores                          | Sinergia        | 26    | São Gonçalo    | Demitida no episódio 7 (12–11–2013)  |
| Carlos Nakao O Aprendiz 3                             | Diretor financeiro                                             | Flecha          | 40    | São Paulo      | Demitido no episódio 6 (06–11–2013)  |
| Lucas Dobner Broch Aprendiz 6 - Universitário         | Executivo de contas                                            | Flecha          | 25    | Porto Alegre   | Demitido no episódio 5 (29–10–2013)  |
| Antonio Carlos Braga Júnior Aprendiz 4 - O Sócio      | Diretor de empresa de tecnologia                               | Flecha          | 33    | Maringá        | Demitido no episódio 4 (22–10–2013)  |
| Ronaldo Gasparian O Aprendiz                          | DJ / Empresário                                                | Flecha          | 45    | São Paulo      | Demitido no episódio 3 (15–10–2013)  |
| Daniely Zanotti Aprendiz Empreendedor                 | Assessora empresarial                                          | Sinergia        | 33    | Colatina       | Demitida no episódio 2 (08–10–2013)  |
| Maura Mendes Ferreira Barreto Aprendiz 5 - O Sócio    | Diretora de transformação de negócios                          | Sinergia        | 37    | Melbourne      | Demitida no episódio 1 (01–10–2013)  |

## Episódios

### Episódio 1 (01-10-2013)
- Objetivo da tarefa: Em 24 horas, arrecadar a maior quantia possível de dinheiro, partindo do zero.[5][6]
- Líder da Equipe Sinergia: Maura[5][6]
- Líder da Equipe Flecha: Evandro[5][6]
- Equipe vencedora: Flecha[5][6]
  - Prêmio: Assistir à peça Rei Leão.[6]
  - Prêmio individual: Kit de acessórios em ouro no valor de R$ 5 mil (Júnior).[6]
- Equipe perdedora: Sinergia[5][6]
  - Motivo da derrota: Apesar de ter executado a tarefa de forma mais eficiente do que a equipe concorrente, as escolhas para geração de renda da Sinergia foram menos eficazes e culminaram em um lucro muito inferior.
  - Indicadas para a Sala de Reunião: Maura, Daniely, Karina e Karine[5][6]
  - Opinião dos Conselheiros: Santos apontou Karine, por omissão na tarefa.[6] Já Longo indicou Maura, por seu baixo desempenho como líder, o mesmo erro cometido por ela em sua participação anterior.[6]
- Demitida: Maura, por não ter orientado bem sua equipe e pelo fato de que ninguém se destacou negativamente.[5][6]
- Observações:
  - Maura é a primeira candidata na história do programa a ser demitida duas vezes.
  - Ao invés da tradicional indicação de dois candidatos pelo líder para a Sala de Reunião, Justus permitiu que Maura trouxesse todo o sub-grupo do qual fez parte, que teve um resultado praticamente nulo na tarefa.[5][6]

### Episódio 2 (08-10-2013)
- Objetivo da tarefa: Revender vestidos de noiva e arrecadar o maior valor possível nas transações.[7]
- Líder da Equipe Sinergia: Melina[7]
- Líder da Equipe Flecha: Guilherme[7]
- Equipe vencedora: Flecha[7]
  - Prêmio: Jantar na casa de Justus.
  - Prêmio individual: Estadia em um hotel nos Andes chilenos (Ronaldo).
- Equipe perdedora: Sinergia[7]
  - Motivo da derrota: A Sinergia definiu um valor muito alto para cada vestido e acabou perdendo tempo demais da tarefa. Mesmo após repensar os valores, a equipe conseguiu vender apenas dois vestidos e arrecadou vinte vezes menos que a Flecha.
  - Indicadas para a Sala de Reunião: Melina, Daniely, Karina e Renata[7]
  - Opinião dos Conselheiros: Longo indicou Daniely por ter um perfil "alarmista" e pouco executivo. Santos também apontou Daniely para demissão, por problemas de relacionamento com a equipe.
- Demitida: Daniely, com base na indicação dos conselheiros.
- Observações:
  - Assim como no episódio anterior, Justus permitiu que a líder trouxesse três candidatas para a Sala de Reunião ao invés de duas.

### Episódio 3 (15-10-2013)
- Reestruturação de equipes: Justus solicitou que os participantes com melhor desempenho nas tarefas anteriores (Júnior e Ronaldo) formassem suas próprias equipes e as liderassem. Assim, Karina, Mariana e Maytê se juntaram a Braga, Guilherme, Lucas e Ronaldo na equipe Flecha, enquanto Evandro, Júnior, Nakao e Rodrigo Solano passaram a integrar a Sinergia com Karine, Melina e Renata.
- Objetivo da tarefa: Criação de ações promocionais para alavancar o movimento de uma rede de academias.[8]
- Líder da Equipe Sinergia: Júnior
- Líder da Equipe Flecha: Ronaldo[8]
- Equipe vencedora: Sinergia[8]
  - Prêmio: Sessão exclusiva do filme Gravidade em uma sala VIP e uma palestra com um representante da Warner.
  - Prêmio individual: Uma smart TV (Melina).
- Equipe perdedora: Flecha[8]
  - Motivo da derrota: Apesar do resultado satisfatório, a Flecha não conseguiu tantas visitas e conversões de clientela quanto a Sinergia.
  - Indicados para a Sala de Reunião: Ronaldo, Guilherme, Lucas e Mariana
  - Opinião dos Conselheiros: A indicação de Santos foi Ronaldo, por ter permitido a ocorrência de diversos erros operacionais da equipe. Longo preferiu apontar Lucas, que teve problemas na administração do orçamento e pelo esquecimento de uma caixa com material da academia a ser usado na tarefa.
- Demitido: Ronaldo, por pouca imposição e controle na liderança de uma equipe que pouco conhecia.
- Observações:
  - Antes de anunciar o resultado, Justus mencionou que as duas equipes estiveram próximas da ilegalidade na tarefa: a Sinergia por tentar realizar um sorteio de forma inadequada (a equipe, porém, mudou a estratégia e não fez o sorteio) e a Flecha por não procurar os direitos autorais necessários para a distribuição de um CD usado como brinde (Ronaldo, que produziu o CD, explicou que o conteúdo era composto por obras originais).
  - Durante a execução da prova, Melina foi abordada por sua mãe e seu marido Porcel, vencedor da segunda temporada do programa. Justus considerou o fato como uma vantagem competitiva, e como punição, não permitiu que ela participasse da recompensa.
  - Pela terceira vez consecutiva, Justus permitiu que o líder trouxesse três candidatos para a Sala de Reunião ao invés de dois.

### Episódio 4 (22-10-2013)
- Objetivo da tarefa: Criação de ações para divulgação da telenovela Pecado Mortal, da Rede Record.[9] [10]
- Líder da Equipe Sinergia: Renata
- Líder da Equipe Flecha: Mariana[9]
- Equipe vencedora: Sinergia[9][10]
  - Prêmio: Assistir ao show da cantora Beyoncé no Estádio do Morumbi, em São Paulo, em camarote exclusivo.[10]
  - Prêmio individual: Um par de óculos personalizado (Evandro).
- Equipe perdedora: Flecha[9][10]
  - Motivo da derrota: A divulgação foi feita em um local inadequado à temática da novela e o vídeo produzido pela equipe foi considerado péssimo.
  - Indicados para a Sala de Reunião: Mariana, Maytê e Braga
  - Opinião dos Conselheiros: Santos indicou Braga, por considerar sua capacidade de desempenho inferior à de Maytê, apesar de considerá-la arrogante. Longo, por sua vez, escolheu Maytê, ressaltando que ela foi a peça-chave da ideia e da execução desta ideia, que levaram à derrota.
- Demitido: Braga, por sua postura pouco ativa.[9][10]
- Observações:
  - Após ser escolhido como ganhador do prêmio individual, Evandro ganhou também um jantar exclusivo, com o direito de levar mais um integrante da equipe. Ele escolheu Renata.
  - Justus solicitou que Renata apontasse também o participante da equipe com o desempenho mais fraco na tarefa. Ela citou Nakao, usando também as tarefas anteriores para embasar sua escolha.

### Episódio 5 (29-10-2013)
- Reestruturação de equipes: Justus solicitou que algum dos integrantes da equipe Sinergia se candidatasse para mudar de equipe. Evandro foi o primeiro a se candidatar e migrou para a Flecha.
- Objetivo da tarefa: Produção de um vídeo realizando um sonho através do programa de milhagem de uma companhia aérea.[11]
- Líder da Equipe Sinergia: Karine
- Líder da Equipe Flecha: Maytê[11]
- Equipe vencedora: Sinergia[11]
  - Prêmio: Assistir ao show do cantor Buchecha em camarote exclusivo.
  - Prêmio individual: Cartão de milhas aéreas (Júnior).
- Equipe perdedora: Flecha[11]
  - Motivo da derrota: O vídeo produzido não retratou um sonho impactante.
  - Indicados para a Sala de Reunião: Maytê, Lucas e Mariana
  - Opinião dos Conselheiros: Santos e Longo indicaram Lucas por não persistir com suas ideias e seu desempenho ser inferior ao das outras duas candidatas.
- Demitido: Lucas, pois Justus preferiu apostar em Maytê e Mariana.[11]

### Episódio 6 (05-11-2013)
- Objetivo da tarefa: Promoção de evento para lançamento de uma linha de cerveja light em dois bares de São Paulo.[12]
- Líder da Equipe Sinergia: Nakao[12]
- Líder da Equipe Flecha: Karina
- Equipe vencedora: Flecha[12]
  - Prêmio: Encontro com o ex-jogador Raí, almoço no camarote Stadium do Estádio do Morumbi e assistir ao show de stand-up comedy de Rafael Cortez.[12]
  - Prêmio individual: Relógio de pulso no valor de R$ 3 mil (Mariana).[12]
- Equipe perdedora: Sinergia[12]
  - Motivo da derrota: Falta de preocupação com a adequação estética do local e fraco material de divulgação da ação.
  - Indicados para a Sala de Reunião: Nakao, Karine, Renata e Solano
  - Opinião dos Conselheiros: Longo e Santos apontaram Nakao, por excesso de democracia na liderança e falta de maior direcionamento para a equipe.
- Demitido: Nakao, por não guiar a equipe nos momentos mais cruciais da tarefa.[12]
- Observações:
  - Este episódio torna Karina a única líder invicta da temporada, considerando sua participação em duas temporadas.
  - Ao ser indagado a respeito de quem traria para a Sala de Reunião, Nakao indicou Júnior e Melina como as melhores performances da equipe. Justus então permitiu que Nakao trouxesse os três restantes.

### Episódio 7 (12-11-2013)
- Objetivo da tarefa: Realizar uma ação promocional para o lançamento de um modelo de carro, com o objetivo de atrair o público para experimentá-lo.[13]
- Líder da Equipe Sinergia: Solano[13]
- Líder da Equipe Flecha: Evandro
- Equipe vencedora: Sinergia[13]
  - Prêmio: Tarde de relaxamento em um spa.
  - Prêmio individual: Final de semana com acompanhante na suíte presidencial do Sheraton São Paulo WTC Hotel, com crédito de 20 mil reais por noite durante dois dias, e jantar exclusivo (Melina).[13]
- Equipe perdedora: Flecha[13]
  - Motivo da derrota: Escolha inadequada do local da ação e erro de grafia em material de divulgação.
  - Indicados para a Sala de Reunião: Evandro, Karina e Mariana
  - Opinião dos Conselheiros: Santos apontou Mariana, por considerar que o desempenho de Evandro e Karina ao longo das provas foi superior. Longo optou por Evandro, a quem considerou como o maior responsável pelos erros cometidos pela equipe, uma vez que foi líder.
- Demitida: Mariana, devido ao histórico inferior ao dos concorrentes.[13]

### Episódio 8 (13-11-2013)
- Objetivo da tarefa: Responder a um quiz show sobre as atrações de um parque temático em Orlando, nos EUA e, posteriormente, criar e apresentar em tempo recorde uma campanha de divulgação de um hotel integrante do complexo do parque.[14]
- Líder da Equipe Sinergia: Melina[14]
- Líder da Equipe Flecha: Guilherme
- Equipe vencedora: Sinergia[14]
  - Prêmio: Passeio exclusivo pelo parque temático de Harry Potter, acompanhado pelo diretor de arte da série de filmes, jantar temático e hospedagem no Hard Rock Hotel.
  - Prêmio individual: Hospedagem com acompanhante num resort em Maragogi (Karine).[14]
- Equipe perdedora: Flecha[14]
  - Motivo da derrota: A equipe não chegou a completar o quiz, acertou menos respostas e desperdiçou tempo no planejamento da campanha.
  - Indicados para a Sala de Reunião: Guilherme, Karina e Evandro
  - Opinião dos Conselheiros: Santos indicou Guilherme, por não ter sido capaz de conduzir a equipe adequadamente e extrair o melhor de cada candidato. Longo escolheu Karina por sua postura apática durante toda a etapa.
- Demitida: Karina, por seu fraco desempenho perante os outros candidatos e pela performance inferior à de sua participação original.[14]
- Observações:
  - Santos viajou para acompanhar as equipes durante a realização da tarefa, enquanto Longo avaliou a mesma, juntamente com Justus, no Brasil.
  - Longo declarou, antes do anúncio da equipe vencedora, que considerou decepcionantes as apresentações de ambas as equipes.
  - Na Sala de Reunião, Justus declarou que esta foi a primeira vez em toda a história do programa em que uma equipe perdedora não chegou a completar a tarefa.

### Episódio 9 (19-11-2013)
- Reestruturação de equipes: Justus solicitou que a Sinergia enviasse um de seus membros para a Flecha, equilibrando os números. O mais votado para deixar a equipe foi Solano.
- Objetivo da tarefa: Criação de vídeos virais para uma marca de chocolates, protagonizados por um trio de humoristas.[15]
- Líder da Equipe Sinergia: Júnior
- Líder da Equipe Flecha: Maytê
- Equipe vencedora: Flecha
  - Prêmio: Jantar em pizzaria com familiares.
  - Prêmio individual: Um ano de chocolates do patrocinador e uma bicicleta dobrável (Solano).
- Equipe perdedora: Sinergia[16]
  - Motivo da derrota: Utilização inadequada dos comediantes.
  - Indicados para a Sala de Reunião: Júnior, Karine e Melina, por decisão de Justus.
  - Opinião dos Conselheiros: Longo destacou a má liderança e a falta de humildade de Júnior como justificativas para eliminá-lo. Santos preferiu indicar Karine, por apatia e falta de contribuição.
- Demitida: Karine, por assumir uma postura pouco combativa e "coadjuvante", muito diferente da que apresentou em sua primeira participação.[16][17]
- Observações:
  - Júnior havia indicado Renata para voltar para a Sala de Reunião pelo histórico demonstrado no programa. Como ela havia sido apontada como a melhor performance da tarefa por Júnior, Justus a enviou de volta para o hotel e solicitou a permanência dos outros três candidatos.
  - Com a reestruturação de equipes deste episódio, Maytê se tornou a única candidata da história do programa a trabalhar com pelo menos um participante de cada uma das temporadas.

### Episódio 10 (20-11-2013)
- Objetivo da tarefa: Aumentar o faturamento de vendas de uma cerveja em duas barracas da cidade do Rio de Janeiro.[18]
- Líder da Equipe Sinergia: Renata[18]
- Líder da Equipe Flecha: Solano
- Equipe vencedora: Sinergia[18]
  - Prêmio: Corrida de kart com Emerson Fittipaldi.
  - Prêmio individual: Ingressos de cinema grátis por um ano com acompanhante (Júnior).
- Equipe perdedora: Flecha[18]
  - Motivo da derrota: Além do aumento de faturamento ter ocorrido em proporção menor do que a outra equipe, a Flecha tentou vender cerveja para um menor, o que é proibido por lei.
  - Indicados para a Sala de Reunião: Solano e Guilherme[18]
  - Opiniões dos Conselheiros: Santos destacou Solano, por falta de imposição como líder e porque a irregularidade não se concretizou por desinteresse do menor. Longo não fez indicação, declarando que chamaria novamente Evandro para ser demitido.
- Demitido: Evandro, por tentar induzir o menor a consumir cerveja.
- Observações:
  - Foram inseridos dois artifícios propositais para testar o comportamento ético dos aprendizes na condução da tarefa: uma pessoa que tenha se excedido na bebida (equipe Sinergia) e um menor de idade (equipe Flecha).[18]
  - Justus demitiu Evandro ainda na primeira parte da Sala de Reunião, considerando que a irregularidade jamais deveria ser cometida. Após a demissão, Evandro confrontou Justus, alegando discordar da decisão.[18]
  - Mesmo após a demissão, Justus anunciou que faria a segunda parte da Sala de Reunião e enviou Maytê de volta ao hotel, por considerá-la com o melhor desempenho da equipe nesta tarefa.[18]
  - Justus declarou que pretendia também eliminar Solano, pela anuência e co-participação na atitude de Evandro, mas preferiu mantê-lo por seu histórico na edição e acabou por não demitir mais ninguém.
  - Somando suas duas participações em O Aprendiz, Renata alcançou cinco lideranças vitoriosas, sendo a recordista nesse quesito.

### Episódio 11 (26-11-2013)
- Objetivo da tarefa: Preparar e adaptar um albergue para os grandes eventos esportivos internacionais que serão sediados no Brasil.[19]
- Líder da Equipe Sinergia: Melina[19]
- Líder da Equipe Flecha: Guilherme
- Equipe vencedora: Flecha[19]
  - Prêmio: Almoço com o jogador Oscar Schmidt.
  - Prêmio individual: Uma moto scooter (Maytê).
- Equipe perdedora: Sinergia[19]
  - Motivo da derrota: Falta de maior destaque para os pontos positivos da tarefa e desempenho inferior na Sala de Reunião.
  - Indicados para a Sala de Reunião: Melina, Renata e Júnior[19]
  - Opinião dos Conselheiros: Longo optou por Renata, considerando seu histórico mais fraco do que os outros concorrentes durante todo o programa. Santos escolheu Júnior por manter um comportamento muito parecido em outras tarefas.
- Demitido: Júnior, pela falta de humildade em seu comportamento.[19]
- Observações:
  - No anúncio do resultado, inicialmente, Justus deu a vitória às duas equipes, devido ao resultado equilibrado. Em decorrência disso, foi promovida uma Sala de Reunião inédita com todos os candidatos, onde seria feita uma avaliação mais minuciosa, na qual a Flecha se saiu melhor e foi declarada como vencedora.
  - Os ex-conselheiros Fernando Gameleira (que participou da 4ª edição) e Cláudio Forner (que integrou a 5ª, 6ª e 8ª temporadas), consultores do Sebrae, retornaram ao programa para participar desta tarefa.
  - Na segunda parte da Sala de Reunião, após a resposta de algumas perguntas feitas aos candidatos, Justus deu a opção aos seus conselheiros de manter sua indicação para demissão ou alterá-la. Santos manteve seu voto, mas Longo alterou sua opção para Júnior.
  - Somando suas duas participações no programa, Melina é recordista em derrotas como líder, com quatro ao todo.

### Episódio 12 (27-11-2013)
- Objetivo da tarefa: Realizar uma ação de merchandising para um aplicativo desenvolvido por uma empresa de eletrônicos.[20]
- Líder da Equipe Sinergia: Renata[20]
- Líder da Equipe Flecha: Maytê
- Equipe vencedora: Sinergia[20]
  - Prêmio: Jantar exclusivo e degustação de vinhos raros.
  - Prêmio individual: Passagens para um cruzeiro marítimo (Renata).
- Equipe perdedora: Flecha[20]
  - Motivo da derrota: Apesar de ter se saído melhor tecnicamente, a ação foi menos criativa e ousada do que a outra equipe.
  - Indicados para a Sala de Reunião: Maytê, Solano e Guilherme[20]
  - Opinião dos Conselheiros: Longo e Santos apontaram Guilherme, por menor capacidade em relação aos outros candidatos da equipe.
- Demitido: Guilherme, devido ao desempenho inferior aos outros concorrentes e à falta de ênfase na Sala de Reunião.[20]
- Observações:
  - Guilherme terminou o programa em quinto lugar, a mesma posição de sua participação original.
  - Neste episódio, Renata bateu o recorde de lideranças vitoriosas que havia alcançado anteriormente: seis ao todo.

### Episódio 13 (03-12-2013)
- Objetivo da tarefa: Criar uma ação para divulgar a marca de uma ração para cães e gatos, ressaltando os atributos do produto.[21]
- Líder da Equipe Sinergia: Melina[21]
- Líder da Equipe Flecha: Solano
- Equipe vencedora: Sinergia[21]
  - Prêmio: Assistir à São Paulo Fashion Week e peças de roupas de grife.
- Equipe perdedora: Flecha[21]
  - Motivo da derrota: A equipe focou muito no lado emocional e deixou de lado os atributos técnicos.
  - Indicados para a Sala de Reunião: Maytê e Solano[21]
  - Opinião dos Conselheiros: Longo apontou Solano, alegando que, mesmo com alguns problemas de relacionamento com membros da equipe, o perfil de Maytê é mais adequado. Santos escolheu Maytê, por considerar que ela teve um menor histórico no programa.
- Demitida: Maytê, cujo desempenho decepcionou Justus em comparação a Solano.[21]
- Observações:
  - Antes do anúncio da equipe vencedora, Justus declarou que as duas equipes o frustraram, pela grande presença de erros técnicos cometidos.
  - Assim como fez em Aprendiz 5 - O Sócio, o publicitário convidou os candidatos a sentarem em sua cadeira e assumirem o seu papel. Porém, desta vez, ambos o decepcionaram. Segundo Justus, mesmo assumindo seu posto, eles continuaram se comportando como aprendizes.
  - Maytê é a candidata com o maior número de derrotas do programa, tanto considerando sua participação apenas nesta temporada (dez derrotas) quanto nas duas vezes em que competiu (dezesseis derrotas).
  - Somando suas duas participações no programa, Melina é a recordista em número de lideranças de O Aprendiz, assumindo tal papel em oito tarefas.

### Episódio 14 (04-12-2013)
- Extinção de equipes: Cada candidato concorreu individualmente contra os outros nesta tarefa.
- Objetivo da tarefa: Quiz show sobre conhecimentos gerais e tecnologia.[22]
- Vencedora: Melina[22]
- Perdedores: Renata e Solano[22]
  - Motivo da derrota: Os dois participantes tiveram pontuação inferior.
  - Indicados para a Sala de Reunião: Renata e Solano[22]
  - Opinião dos Conselheiros: Longo e Santos optaram pela demissão de Solano, por perfil menos adequado em relação ao de Renata.
- Demitido: Solano, por falta de maturidade e preparo para enfrentar Melina na tarefa final.[22]
- Prêmio às finalistas: Jantar exclusivo, um smartphone e joias exclusivas.
- Observações:
  - O último integrante original da equipe Flecha foi demitido neste episódio.
  - As finalistas Renata e Melina se mantiveram no mesmo grupo durante toda a competição, fato inédito no programa.
  - Solano e Renata foram os vice-campeões de suas respectivas temporadas, e ambas as temporadas foram apresentadas por João Dória Júnior.

### Episódio final (10-12-2013)
- Objetivo da tarefa: Divulgação de duplas sertanejas através de eventos em cidades do interior de São Paulo.[4]
- Resultado: Apesar do evento de Melina ter sido "impecável", Renata teve resultados melhores em termos de divulgação e captação de participantes e venceu a tarefa.
  - Opinião dos Conselheiros: Os dois destacaram as qualidades de ambas, mas Longo indicou Melina como opção de contratação pela maior experiência e Santos demonstrou preferência por Renata, por ter sido a participante que mais aprendeu durante a competição.
- Contratada: Renata, pelo potencial futuro que pode atingir apesar da pouca experiência em publicidade.[4]
- Demitida: Melina, pois Justus preferiu apostar no vigor de Renata.[4]
- Observações:
  - Braga, Guilherme, Maytê e Solano retornaram para auxiliar as finalistas na última tarefa: os dois primeiros apoiaram Renata e os dois últimos integraram a equipe de Melina. Ao serem questionados por Justus após a tarefa a respeito de quem deveria ser contratada, cada um deles apoiou a finalista com quem trabalhou.
  - Solano foi premiado com uma motocicleta pelo seu desempenho,[4] enquanto Melina recebeu um carro como reconhecimento de seu segundo lugar.
  - Solano e Renata participaram de todas as tarefas de suas edições originais e também desta, somando 30 tarefas para cada candidato.
  - Renata é a primeira, e única vencedora de O Aprendiz a alcançar um recorde impecável de liderança.

## Resultados
| Candidato (a)                            | Equipe     | Equipe     | Equipe     | Equipe     | Resultado               | Recorde como líder                                               |
| Candidato (a)                            | Episódio 1 | Episódio 3 | Episódio 5 | Episódio 9 | Resultado               | Recorde como líder                                               |
| ---------------------------------------- | ---------- | ---------- | ---------- | ---------- | ----------------------- | ---------------------------------------------------------------- |
| Renata Tolentino                         | Sinergia   | Sinergia   | Sinergia   | Sinergia   | Contratada              | 3–0 (vitória nos episódios 4, 10 e 12)                           |
| Melina Bahia Konstadinidis               | Sinergia   | Sinergia   | Sinergia   | Sinergia   | Demitida na Final       | 2–2 (vitória nos episódios 8 e 13, derrota nos episódios 2 e 11) |
| Rodrigo Solano Santos                    | Flecha     | Sinergia   | Sinergia   | Flecha     | Demitido no episódio 14 | 1–2 (vitória no episódio 7, derrota nos episódios 10 e 13)       |
| Maytê de Carvalho Soares                 | Sinergia   | Flecha     | Flecha     | Flecha     | Demitida no episódio 13 | 1–2 (vitória no episódio 9, derrota nos episódios 5 e 12)        |
| Carlos Guilherme Séder de Oliveira       | Flecha     | Flecha     | Flecha     | Flecha     | Demitido no episódio 12 | 2–1 (vitória nos episódios 2 e 11, derrota no episódio 8)        |
| Jurandir "Jota" Silva de Carvalho Júnior | Flecha     | Sinergia   | Sinergia   | Sinergia   | Demitido no episódio 11 | 1–1 (vitória no episódio 3, derrota no episódio 9)               |
| Evandro Banzato                          | Flecha     | Sinergia   | Flecha     | Flecha     | Demitido no episódio 10 | 1–1 (vitória no episódio 1, derrota no episódio 7)               |
| Karine Bidart                            | Sinergia   | Sinergia   | Sinergia   | Sinergia   | Demitida no episódio 9  | 1–0 (vitória no episódio 5)                                      |
| Karina Ribeiro                           | Sinergia   | Flecha     | Flecha     |            | Demitida no episódio 8  | 1–0 (vitória no episódio 6)                                      |
| Mariana de Sousa Marinho                 | Sinergia   | Flecha     | Flecha     |            | Demitida no episódio 7  | 0–1 (derrota no episódio 4)                                      |
| Carlos Nakao                             | Flecha     | Sinergia   | Sinergia   |            | Demitido no episódio 6  | 0–1 (derrota no episódio 6)                                      |
| Lucas Dobner Broch                       | Flecha     | Flecha     | Flecha     |            | Demitido no episódio 5  |                                                                  |
| Antonio Carlos Braga Júnior              | Flecha     | Flecha     |            |            | Demitido no episódio 4  |                                                                  |
| Ronaldo Gasparian                        | Flecha     | Flecha     |            |            | Demitido no episódio 3  | 0–1 (derrota no episódio 3)                                      |
| Daniely Zanotti                          | Sinergia   |            |            |            | Demitida no episódio 2  |                                                                  |
| Maura Mendes Ferreira Barreto            | Sinergia   |            |            |            | Demitida no episódio 1  | 0–1 (derrota no episódio 1)                                      |